# Cerro El Regalo
El Cerro El Regalo es una formación montañosa ubicada en el Municipio Ezequiel Zamora en el extremo norte del estado Cojedes, Venezuela. A una altitud promedio de 712 m s. n. m., el Cerro El Regalo es una de las montañas más altas en Cojedes.

## Ubicación
El Cerro El Regalo es el punto más elevado de la Fila El Bucare, una región montañosa del extremo Este del parque nacional Tirgua, entre «Los Plancitos» (888 m s. n. m.) al norte de las comunidades de La Sierra y Peña por el Oeste y «Los Chorrerones» (871 m s. n. m.) por el Este. Colinda hacia el sur con el Cerro San Francisco y la ruta La Sierra al norte del sector Nuevo Mundo (452 m s. n. m.) y el puente Los Chupones (320 m s. n. m.). Hacia el norte se continúa por la Fila de Las Brisas, límite del estado Yaracuy.

## Flora y Fauna
A pesar de la gran proximidad del Cerro El Regalo al contacto humano que transita en la ruta La Sierra por el parque Tirgua, se pueden apreciar bosques de hoja caduca y semicaducifolios intactos. Existen clusiáceas, mimosáceas como la acacia, varias especies de mirtáceas y tiliáceas en el estrato arbóreo. Por otra parte, la palma ocupa grandes extensiones del sotobosque. 
Entre los mamíferos que aún pueden encontrarse por asociación al parque nacional están los monos araguato y capuchino, el cunaguaro, la lapa y la danta.